# Focillistis salsoma
Focillistis salsoma är en fjärilsart som beskrevs av Swinhoe 1902. Focillistis salsoma ingår i släktet Focillistis och familjen nattflyn. Inga underarter finns listade i Catalogue of Life.